# Килкени (округ)
Округ Килкени (енгл. County Kilkenny, ир. Contae Chill Chainnigh) је један од 32 историјска округа на острву Ирској, смештен у његовом јужном делу, у покрајини Ленстер.
Данас је округ Килкени један од 26 званичних округа Републике Ирске, као основних управних јединица у држави. Седиште округа је истоимени град Килкени.

## Положај и границе округа
Округ Килкени се налази у јужном делу ирског острва и Републике Ирске и граничи се са:
- север: округ Лиш,
- исток: округ Карлоу,
- југоисток: округ Вексфорд,
- југ: округ Вотерфорд,
- запад: округ Типерари.

## Природни услови
Килкени је по пространству један од средњих ирских округа - заузима 16. место међу 32 округа.
Рељеф: Округ Килкени је махом равничарско-брежуљкасти, до 200 метара надморске висине, посебно на југу. На северу он постаје брдски. Једина планина је Брендон Хил на југоистоку округа, висине до 515 метара. 
Клима Клима у округу Килкени је умерено континентална са изразитим утицајем Атлантика и Голфске струје. Стога град одликује блага и веома променљива клима.
Воде: Округ Килкени је богат водама. Река Нор притиче средином округа, река Сур чини његову јужну границу, а река Бероу чини источну. У округу нема језера, што реткост за Ирску.

## Становништво
По подацима са Пописа 2011. године на подручју округа Килкени живело је преко 95 хиљада становника, већином етничких Ираца. Ово је за више него двоструко мање него на Попису 1841. године, пре Ирске глади и великог исељавања Ираца у Америку. Међутим, последње три деценије број становника округа расте по стопи од преко 1% годишње.
Густина насељености - Округ Килкени има густину насељености од око 46 ст./км², што је за осетно мање од државног просека (око 60 ст./км²). Цео округ је приближно једнако насељен.
Језик: У целом округу се равноправно користе енглески и ирски језик.